# Düsseldorfer Turn- und Sportverein Fortuna 1895 2019-2020
Questa voce raccoglie le informazioni riguardanti il Düsseldorfer Turn- und Sportverein Fortuna 1895 nelle competizioni ufficiali della stagione 2019-2020.

## Stagione
Nella stagione 2019-2020 il Fortuna Düsseldorf, allenato da Friedhelm Funkel e Uwe Rösler, concluse il campionato di Bundesliga al 17º posto. In Coppa di Germania il Fortuna Düsseldorf fu eliminato ai quarti di finale dal Saarbrücken.

## Rosa
| N. |                        | Ruolo | Calciatore        |
| -- | ---------------------- | ----- | ----------------- |
| 1  | Germania (bandiera)    | P     | Michael Rensing   |
| 3  | Germania (bandiera)    | D     | Andre Hoffmann    |
| 4  | Ghana (bandiera)       | D     | Kasim Nuhu        |
| 5  | Turchia (bandiera)     | D     | Kaan Ayhan        |
| 6  | Stati Uniti (bandiera) | C     | Alfredo Morales   |
| 7  | Germania (bandiera)    | C     | Oliver Fink       |
| 8  | Marocco (bandiera)     | C     | Aymen Barkok      |
| 9  | Polonia (bandiera)     | A     | Dawid Kownacki    |
| 10 | Kosovo (bandiera)      | C     | Valon Berisha     |
| 11 | Turchia (bandiera)     | A     | Kenan Karaman     |
| 12 | Nigeria (bandiera)     | P     | Maduka Okoye      |
| 13 | Germania (bandiera)    | C     | Adam Bodzek       |
| 14 | Ghana (bandiera)       | C     | Kelvin Ofori      |
| 15 | Germania (bandiera)    | C     | Erik Thommy       |
| 18 | Germania (bandiera)    | C     | Thomas Pledl      |
| 19 | Danimarca (bandiera)   | D     | Mathias Jørgensen |
| 20 | Germania (bandiera)    | A     | Steven Skrzybski  |

| N. |                        | Ruolo | Calciatore          |
| -- | ---------------------- | ----- | ------------------- |
| 22 | Austria (bandiera)     | C     | Kevin Stöger        |
| 23 | Germania (bandiera)    | D     | Niko Gießelmann     |
| 24 | Stati Uniti (bandiera) | P     | Zack Steffen        |
| 25 | Germania (bandiera)    | D     | Matthias Zimmermann |
| 26 | Germania (bandiera)    | D     | Diego Contento      |
| 27 | Ghana (bandiera)       | A     | Nana Ampomah        |
| 28 | Germania (bandiera)    | A     | Rouwen Hennings     |
| 29 | Austria (bandiera)     | D     | Markus Suttner      |
| 30 | Germania (bandiera)    | P     | Raphael Wolf        |
| 31 | Germania (bandiera)    | C     | Marcel Sobottka     |
| 32 | Germania (bandiera)    | D     | Robin Bormuth       |
| 33 | Germania (bandiera)    | P     | Florian Kastenmeier |
| 36 | Germania (bandiera)    | A     | Shinta Appelkamp    |
| 37 | Ghana (bandiera)       | A     | Bernard Tekpetey    |
| 38 | Germania (bandiera)    | P     | Tim Wiesner         |
| 39 | Germania (bandiera)    | D     | Jean Zimmer         |
| 40 | Germania (bandiera)    | D     | Johannes Bühler     |

## Organigramma societario
Area tecnica
- Preparatori atletici:
- Allenatore in seconda: Axel Bellinghausen, Rob Kelly, Thomas Kleine
- Preparatore dei portieri: Christoph Semmler
- Analisi video: Benjamin Fischer, Philipp Grobelny
- Allenatore: Uwe Rösler

## Calciomercato

### Sessione estiva
| Acquisti | Acquisti            | Acquisti               | Acquisti |
| R.       | Nome                | da                     | Modalità |
| -------- | ------------------- | ---------------------- | -------- |
| D        | Kasim Nuhu          | Hoffenheim             |          |
| C        | Kelvin Ofori        | Right to Dream Academy |          |
| C        | Lewis Baker         | Chelsea                |          |
| A        | Nana Ampomah        | SK Beveren             |          |
| C        | Erik Thommy         | Stoccarda              |          |
| P        | Zack Steffen        | Manchester City        |          |
| A        | Bernard Tekpetey    | Schalke 04             |          |
| D        | Johannes Bühler     | Aalen                  |          |
| P        | Florian Kastenmeier | Stoccarda II           |          |
| A        | Håvard Nielsen      | Duisburg               |          |
| C        | Thomas Pledl        | Ingolstadt 04          |          |

| Cessioni | Cessioni        | Cessioni       | Cessioni |
| R.       | Nome            | a              | Modalità |
| -------- | --------------- | -------------- | -------- |
| A        | Emir Kujović    | Djurgården     |          |
| A        | Håvard Nielsen  | Greuther Fürth |          |
| A        | Benito Raman    | Schalke 04     |          |
| A        | Marvin Ducksch  | Hannover 96    |          |
| D        | Marcin Kamiński | Stoccarda      |          |
| A        | Dodi Lukébakio  | Watford        |          |
| D        | Markus Suttner  | Brighton       |          |
| C        | Takashi Usami   | Gamba Osaka    |          |

### Sessione invernale
| Acquisti | Acquisti          | Acquisti   | Acquisti |
| R.       | Nome              | da         | Modalità |
| -------- | ----------------- | ---------- | -------- |
| D        | Mathias Jørgensen | Fenerbahçe |          |
| C        | Valon Berisha     | Lazio      |          |
| A        | Steven Skrzybski  | Schalke 04 |          |

| Cessioni | Cessioni     | Cessioni      | Cessioni |
| R.       | Nome         | a             | Modalità |
| -------- | ------------ | ------------- | -------- |
| C        | Lewis Baker  | Chelsea U23   |          |
| C        | Davor Lovren | Slaven Belupo |          |

## Risultati

### Bundesliga

#### Girone di andata
| Arbitro: | Zwayer |

|               |           |                                    |
| Eggestein 47’ | Marcatori | 36’ Hennings 52’ Karaman 64’ Ayhan |

| Arbitro: | Ittrich |

|             |           |                                            |
| Morales 82’ | Marcatori | 6’ (aut.) Baker 33’ Aránguiz 39’ Bellarabi |

| Arbitro: | Willenborg |

|                        |           |              |
| Dost 57’ Paciência 86’ | Marcatori | 36’ Hennings |

| Arbitro: | Gräfe |

|                |           |              |
| Gießelmann 16’ | Marcatori | 29’ Weghorst |

| Arbitro: | Dingert |

|                 |           |         |
| Thuram 74’, 87’ | Marcatori | 6’ Nuhu |

| Arbitro: | Siebert |

|              |           |                            |
| Hennings 42’ | Marcatori | 45’ Schmid 81’ Waldschmidt |

| Arbitro: | Petersen |

|                                      |           |                     |
| Ibišević 37’ Dilrosun 44’ Darida 62’ | Marcatori | 32’ (rig.) Hennings |

| Arbitro: | Zwayer |

|              |           |  |
| Hennings 82’ | Marcatori |  |

| Arbitro: | Dankert |

|                         |           |  |
| Sabiri 43’ Schonlau 64’ | Marcatori |  |

| Arbitro: | Jablonski |

|                                |           |  |
| Hennings 38’ (rig.) Thommy 61’ | Marcatori |  |

| Arbitro: | Hartmann |

|                                    |           |                               |
| Caligiuri 33’ Kabak 67’ Serdar 79’ | Marcatori | 62’ (rig.), 74’, 85’ Hennings |

| Arbitro: | Willenborg |

|  |           |                                                 |
|  | Marcatori | 11’ Kimmich 27’ Tolisso 34’ Gnabry 70’ Coutinho |

| Arbitro: | Petersen |

|             |           |              |
| Kramarić 6’ | Marcatori | 87’ Hennings |

| Arbitro: | Siebert |

|                                          |           |  |
| Reus 42’, 70’ Hazard 58’ Sancho 63’, 74’ | Marcatori |  |

| Arbitro: | Hartmann |

|  |           |                                         |
|  | Marcatori | 2’ Schick 58’ (rig.) Werner 75’ Mukiele |

| Arbitro: | Fritz |

|                         |           |  |
| Max 32’, 72’ Jedvaj 61’ | Marcatori |  |

| Arbitro: | Cortus |

|                         |           |              |
| Hennings 38’ Thommy 90’ | Marcatori | 48’ Parensen |

#### Girone di ritorno
| Arbitro: | Brych |

|  |           |                        |
|  | Marcatori | 67’ (aut.) Kastenmeier |

| Arbitro: | Schlager |

|                                          |           |  |
| Havertz 40’ Bender 79’ Alario 89’ (rig.) | Marcatori |  |

| Arbitro: | Willenborg |

|           |           |              |
| Ayhan 78’ | Marcatori | 90’ Chandler |

| Arbitro: | Stieler |

|             |           |                |
| Steffen 50’ | Marcatori | 13’ Zimmermann |

| Arbitro: | Siebert |

|            |           |                                         |
| Thommy 29’ | Marcatori | 22’ Hofmann 51’, 77’ Stindl 82’ Neuhaus |

| Arbitro: | Willenborg |

|  |           |                         |
|  | Marcatori | 37’ Hoffmann 61’ Thommy |

| Arbitro: | Stieler |

|                            |           |                                               |
| Karaman 6’, 45’ Thommy 10’ | Marcatori | 64’ (aut.) Thommy 66’ Cunha 75’ (rig.) Piątek |

| Arbitro: | Osmers |

|              |           |             |
| Öztunalı 61’ | Marcatori | 85’ Karaman |

| Düsseldorf 16 maggio 2020, ore 15:30 CEST 26ª giornata | Fortuna Düsseldorf | 0 – 0 referto | Paderborn | Merkur Spiel-Arena (0 spett.)\| Arbitro: \| Willenborg \| |
| Arbitro:                                               | Willenborg         |               |           |                                                           |

| Arbitro: | Cortus |

|                         |           |                        |
| Modeste 88’ Córdoba 90’ | Marcatori | 41’ Karaman 61’ Thommy |

| Arbitro: | Welz |

|                          |           |              |
| Hennings 63’ Karaman 68’ | Marcatori | 53’ McKennie |

| Arbitro: | Hartmann |

|                                                                 |           |  |
| Jørgensen 15’ (aut.) Pavard 29’ Lewandowski 43’, 50’ Davies 52’ | Marcatori |  |

| Arbitro: | Storks |

|                         |           |                      |
| Hennings 5’, 76’ (rig.) | Marcatori | 16’ Dabour 61’ Zuber |

| Arbitro: | Stegemann |

|  |           |             |
|  | Marcatori | 90’ Haaland |

| Arbitro: | Gräfe |

|                      |           |                            |
| Kampl 60’ Werner 63’ | Marcatori | 87’ Skrzybski 90’ Hoffmann |

| Arbitro: | Siebert |

|              |           |                   |
| Hennings 25’ | Marcatori | 10’ Niederlechner |

| Arbitro: | Osmers |

|                                    |           |  |
| Ujah 26’ Gentner 54’ Abdullahi 90’ | Marcatori |  |

### Coppa di Germania
| Arbitro: | Heft |

|                 |           |                                      |
| Ukoh 42’ (rig.) | Marcatori | 56’ Ampomah 102’ Ofori 116’ Hennings |

| Arbitro: | Reichel |

|                              |           |            |
| Hennings 45’ (rig.) Nuhu 75’ | Marcatori | 12’ Krüger |

| Arbitro: | Schmidt |

|                            |           |                                                        |
| Kühlwetter 10’, 39’ (rig.) | Marcatori | 9’ Ampomah 49’, 78’ Hennings 65’ Zimmermann 83’ Stöger |

| Arbitro: | Aytekin |

|                                                                          |                      |                                                                                      |
| Jänicke 31’                                                              | Marcatori            | 90’ Jørgensen                                                                        |
| Zellner Jacob Zeitz Golley Schorch Andrist Froese Barylla Jänicke Müller | Tiri di rigore 7 – 6 | Ayhan Hennings Karaman Skrzybski Stöger Zimmermann Suttner Ampomah Morales Jørgensen |

## Statistiche

### Statistiche di squadra
| Competizione      | Punti | In casa | In casa | In casa | In casa | In casa | In casa | In trasferta | In trasferta | In trasferta | In trasferta | In trasferta | In trasferta | Totale | Totale | Totale | Totale | Totale | Totale | DR  |
| Competizione      | Punti | G       | V       | N       | P       | Gf      | Gs      | G            | V            | N            | P            | Gf           | Gs           | G      | V      | N      | P      | Gf     | Gs     | DR  |
| ----------------- | ----- | ------- | ------- | ------- | ------- | ------- | ------- | ------------ | ------------ | ------------ | ------------ | ------------ | ------------ | ------ | ------ | ------ | ------ | ------ | ------ | --- |
| Bundesliga        | 30    | 17      | 4       | 6       | 7       | 18      | 28      | 17           | 2            | 6            | 9            | 18           | 39           | 34     | 6      | 12     | 16     | 36     | 67     | -31 |
| Coppa di Germania | -     | 1       | 1       | 0       | 0       | 2       | 1       | 3            | 2            | 1            | 0            | 9            | 4            | 4      | 3      | 1      | 0      | 11     | 5      | +6  |
| Totale            | 30    | 18      | 5       | 6       | 7       | 20      | 29      | 20           | 4            | 7            | 9            | 27           | 43           | 38     | 9      | 13     | 16     | 47     | 72     | -25 |

### Andamento in campionato
| Giornata  | 1 | 2 | 3  | 4  | 5  | 6  | 7  | 8  | 9  | 10 | 11 | 12 | 13 | 14 | 15 | 16 | 17 | 18 | 19 | 20 | 21 | 22 | 23 | 24 | 25 | 26 | 27 | 28 | 29 | 30 | 31 | 32 | 33 | 34 |
| --------- | - | - | -- | -- | -- | -- | -- | -- | -- | -- | -- | -- | -- | -- | -- | -- | -- | -- | -- | -- | -- | -- | -- | -- | -- | -- | -- | -- | -- | -- | -- | -- | -- | -- |
| Luogo     | T | C | T  | C  | T  | C  | T  | C  | T  | C  | T  | C  | T  | T  | C  | T  | C  | C  | T  | C  | T  | C  | T  | C  | T  | C  | T  | C  | T  | C  | C  | T  | C  | T  |
| Risultato | V | P | P  | N  | P  | P  | P  | V  | P  | V  | N  | P  | N  | P  | P  | P  | V  | P  | P  | N  | N  | P  | V  | N  | N  | N  | N  | V  | P  | N  | P  | N  | N  | P  |
| Posizione | 4 | 8 | 12 | 11 | 13 | 14 | 15 | 13 | 14 | 13 | 13 | 16 | 15 | 16 | 16 | 17 | 16 | 17 | 18 | 17 | 16 | 16 | 16 | 16 | 16 | 16 | 16 | 16 | 16 | 16 | 16 | 16 | 16 | 17 |

Legenda:

Luogo: C = Casa; T = Trasferta. Risultato: V = Vittoria; N = Pareggio; P = Sconfitta.

### Statistiche dei giocatori
| Giocatore      | Bundesliga | Bundesliga | Bundesliga  | Bundesliga | Coppa di Germania | Coppa di Germania | Coppa di Germania | Coppa di Germania | Totale   | Totale | Totale      | Totale     |
| Giocatore      | Presenze   | Reti       | Ammonizioni | Espulsioni | Presenze          | Reti              | Ammonizioni       | Espulsioni        | Presenze | Reti   | Ammonizioni | Espulsioni |
| -------------- | ---------- | ---------- | ----------- | ---------- | ----------------- | ----------------- | ----------------- | ----------------- | -------- | ------ | ----------- | ---------- |
| N. Ampomah     | 12         | 0          | 1           | 0          | 4                 | 2                 | 1                 | 0                 | 16       | 2      | 2           | 0          |
| S. Appelkamp   | 0          | 0          | 0           | 0          | 0                 | 0                 | 0                 | 0                 | 0        | 0      | 0           | 0          |
| K. Ayhan       | 31         | 2          | 10          | 0          | 3                 | 0                 | 0                 | 0                 | 34       | 2      | 10          | 0          |
| L. Baker       | 8          | 0          | 1           | 0          | 1                 | 0                 | 0                 | 0                 | 9        | 0      | 1           | 0          |
| A. Barkok      | 3          | 0          | 0           | 0          | 2                 | 0                 | 1                 | 0                 | 5        | 0      | 1           | 0          |
| V. Berisha     | 13         | 0          | 1           | 0          | 0                 | 0                 | 0                 | 0                 | 13       | 0      | 1           | 0          |
| A. Bodzek      | 28         | 0          | 10          | 0          | 2                 | 0                 | 0                 | 0                 | 30       | 0      | 10          | 0          |
| R. Bormuth     | 3          | 0          | 0           | 0          | 0                 | 0                 | 0                 | 0                 | 3        | 0      | 0           | 0          |
| J. Bühler      | 0          | 0          | 0           | 0          | 0                 | 0                 | 0                 | 0                 | 0        | 0      | 0           | 0          |
| D. Contento    | 0          | 0          | 0           | 0          | 0                 | 0                 | 0                 | 0                 | 0        | 0      | 0           | 0          |
| O. Fink        | 14         | 0          | 2           | 0          | 2                 | 0                 | 0                 | 0                 | 16       | 0      | 2           | 0          |
| N. Gießelmann  | 25         | 1          | 6           | 0          | 3                 | 0                 | 3                 | 0                 | 28       | 1      | 9           | 0          |
| D. Gorka       | 0          | 0          | 0           | 0          | 0                 | 0                 | 0                 | 0                 | 0        | 0      | 0           | 0          |
| G. Gül         | 0          | 0          | 0           | 0          | 0                 | 0                 | 0                 | 0                 | 0        | 0      | 0           | 0          |
| R. Hennings    | 32         | 15         | 4           | 0          | 4                 | 4                 | 0                 | 0                 | 36       | 19     | 4           | 0          |
| A. Hoffmann    | 29         | 2          | 7           | 0          | 2                 | 0                 | 1                 | 0                 | 31       | 2      | 8           | 0          |
| E. Iyoha       | 0          | 0          | 0           | 0          | 0                 | 0                 | 0                 | 0                 | 0        | 0      | 0           | 0          |
| K. Karaman     | 20         | 6          | 4           | 0          | 1                 | 0                 | 0                 | 0                 | 21       | 6      | 4           | 0          |
| F. Kastenmeier | 17         | 0          | 0           | 0          | 3                 | 0                 | 1                 | 0                 | 20       | 0      | 1           | 0          |
| D. Kownacki    | 20         | 0          | 4           | 0          | 1                 | 0                 | 0                 | 0                 | 21       | 0      | 4           | 0          |
| A. Morales     | 27         | 1          | 6           | 0          | 4                 | 0                 | 2                 | 0                 | 31       | 1      | 8           | 0          |
| K. Nuhu        | 13         | 1          | 0           | 0          | 2                 | 1                 | 0                 | 0                 | 15       | 2      | 0           | 0          |
| K. Ofori       | 2          | 0          | 0           | 0          | 3                 | 1                 | 2                 | 0                 | 5        | 1      | 2           | 0          |
| M. Okoye       | 0          | 0          | 0           | 0          | 0                 | 0                 | 0                 | 0                 | 0        | 0      | 0           | 0          |
| T. Pledl       | 5          | 0          | 0           | 0          | 1                 | 0                 | 0                 | 0                 | 6        | 0      | 0           | 0          |
| M. Rensing     | 0          | 0          | 0           | 0          | 0                 | 0                 | 0                 | 0                 | 0        | 0      | 0           | 0          |
| S. Skrzybski   | 11         | 1          | 0           | 0          | 1                 | 0                 | 0                 | 0                 | 12       | 1      | 0           | 0          |
| M. Sobottka    | 18         | 0          | 2           | 0          | 3                 | 0                 | 1                 | 0                 | 21       | 0      | 3           | 0          |
| Z. Steffen     | 17         | 0          | 0           | 0          | 1                 | 0                 | 0                 | 0                 | 18       | 0      | 0           | 0          |
| M. Stöcker     | 0          | 0          | 0           | 0          | 0                 | 0                 | 0                 | 0                 | 0        | 0      | 0           | 0          |
| K. Stöger      | 17         | 0          | 3           | 0          | 2                 | 1                 | 1                 | 0                 | 19       | 1      | 4           | 0          |
| M. Suttner     | 21         | 0          | 3           | 0          | 1                 | 0                 | 0                 | 0                 | 22       | 0      | 3           | 0          |
| B. Tekpetey    | 9          | 0          | 4           | 0          | 1                 | 0                 | 1                 | 0                 | 10       | 0      | 5           | 0          |
| J. Theißen     | 0          | 0          | 0           | 0          | 0                 | 0                 | 0                 | 0                 | 0        | 0      | 0           | 0          |
| E. Thommy      | 34         | 6          | 3           | 0          | 3                 | 0                 | 1                 | 0                 | 37       | 6      | 4           | 0          |
| N. Touglo      | 0          | 0          | 0           | 0          | 0                 | 0                 | 0                 | 0                 | 0        | 0      | 0           | 0          |
| T. Wiesner     | 0          | 0          | 0           | 0          | 0                 | 0                 | 0                 | 0                 | 0        | 0      | 0           | 0          |
| R. Wolf        | 0          | 0          | 0           | 0          | 0                 | 0                 | 0                 | 0                 | 0        | 0      | 0           | 0          |
| M. Jørgensen   | 9          | 0          | 1           | 0          | 2                 | 1                 | 1                 | 0                 | 11       | 1      | 2           | 0          |
| J. Zimmer      | 17         | 0          | 2           | 0          | 2                 | 0                 | 0                 | 0                 | 19       | 0      | 2           | 0          |
| M. Zimmermann  | 34         | 1          | 4           | 0          | 4                 | 1                 | 0                 | 0                 | 38       | 2      | 4           | 0          |